# Palma d'Annunzio Daillion
Pour les articles homonymes, voir Annunzio et Daillion.
Palma d'Annunzio Daillion, née le 17 mars 1863 à Atina et morte le 16 avril 1943 à Paris, est une peintre, sculptrice et graveur en médailles française d'origine italienne.

## Biographie
Élève de Horace Daillion dont elle deviendra l'épouse en 1914, de Louis Bottée et de Léon Deschamps, elle expose au Salon des artistes français dès 1884, y obtient une mention honorable en 1913, une médaille de bronze l'année suivante et une médaille d'argent en 1928.
Elle meurt le 16 avril 1943 en son domicile dans le 14e arrondissement de Paris.